# Karolew-Retkinia Wschód

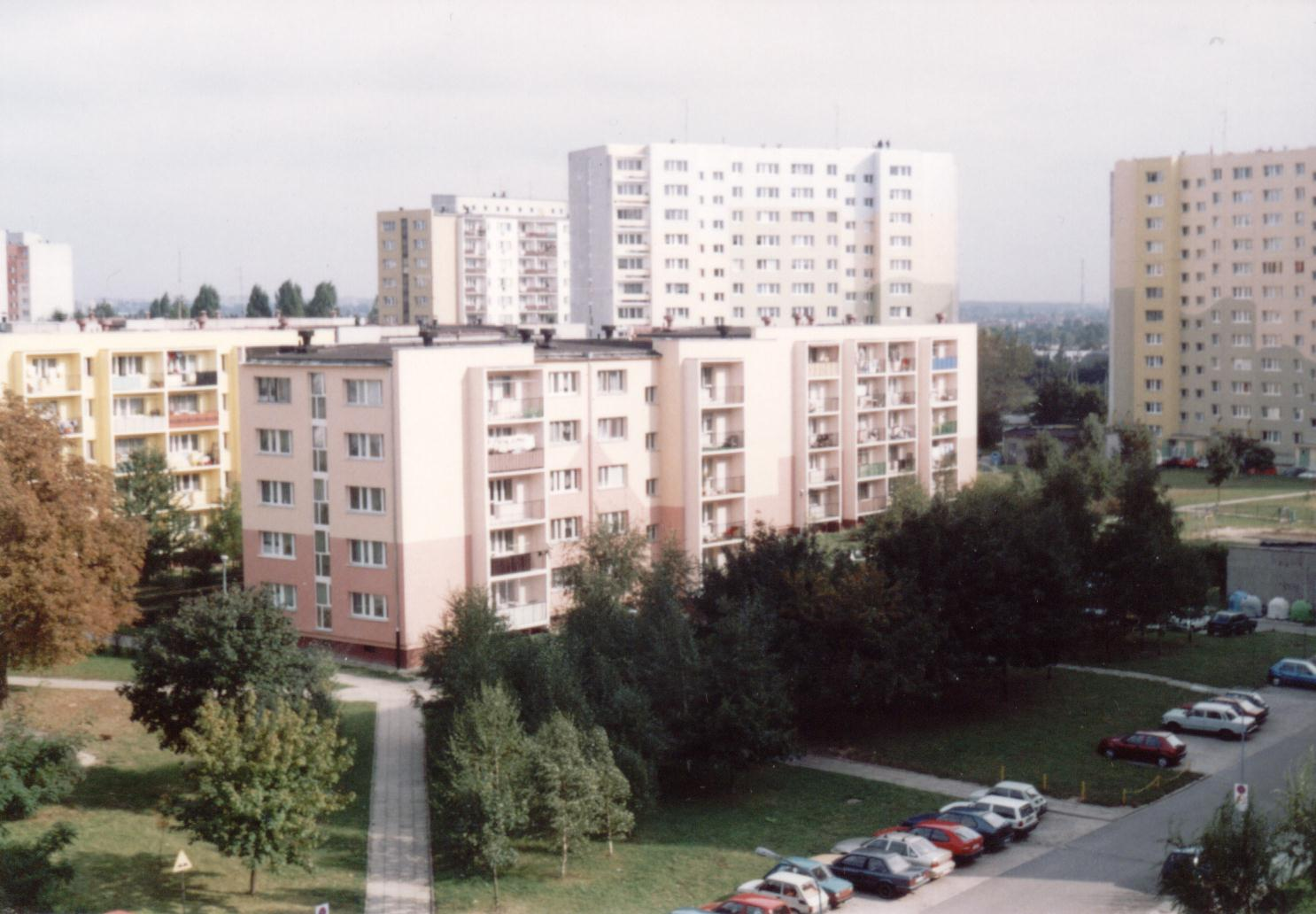
Panorama zachodniej części osiedla Sympatyczna

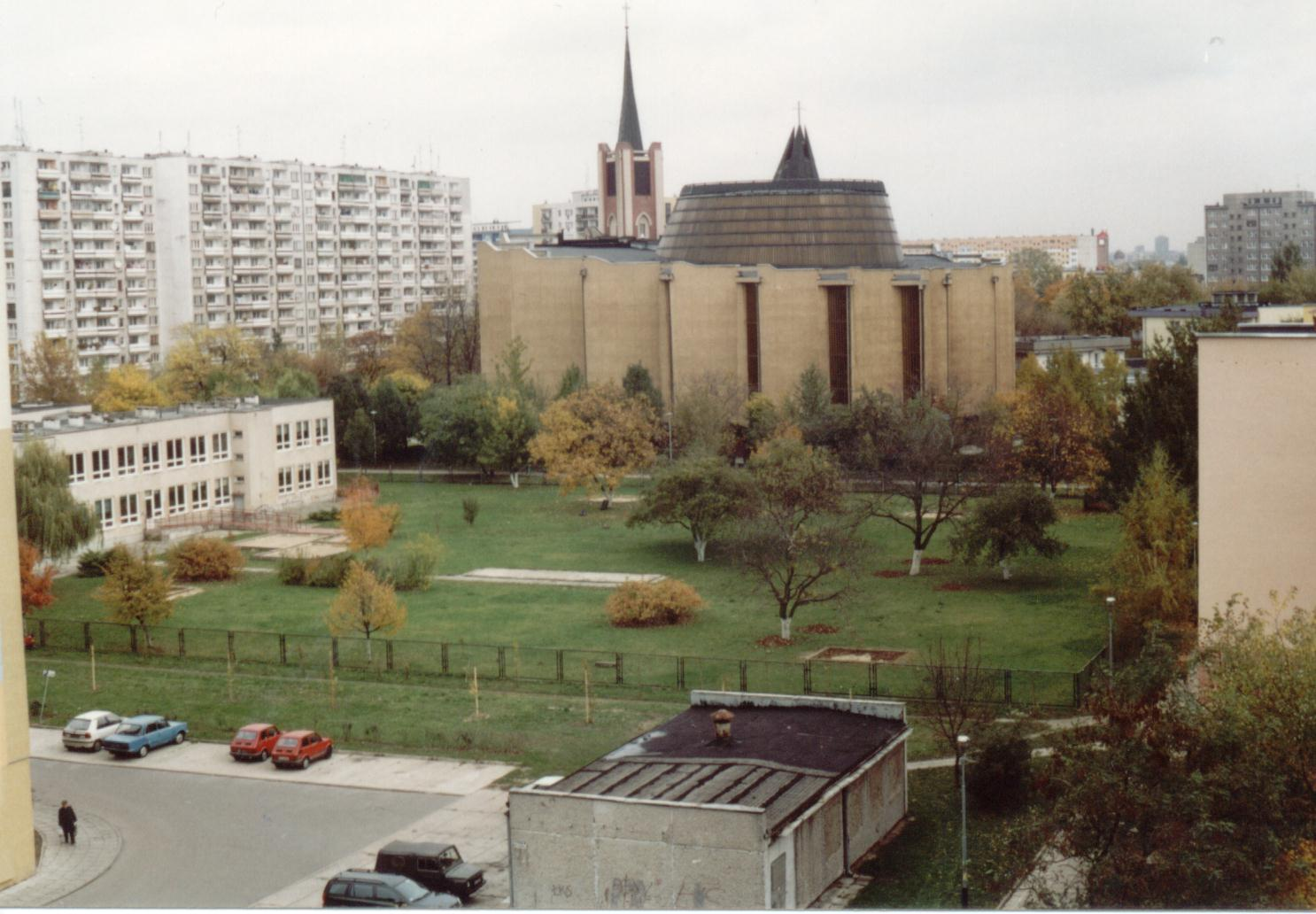
Panorama osiedla Sympatyczna, widok w stronę północno-wschodnią, w centrum kościół NSJ

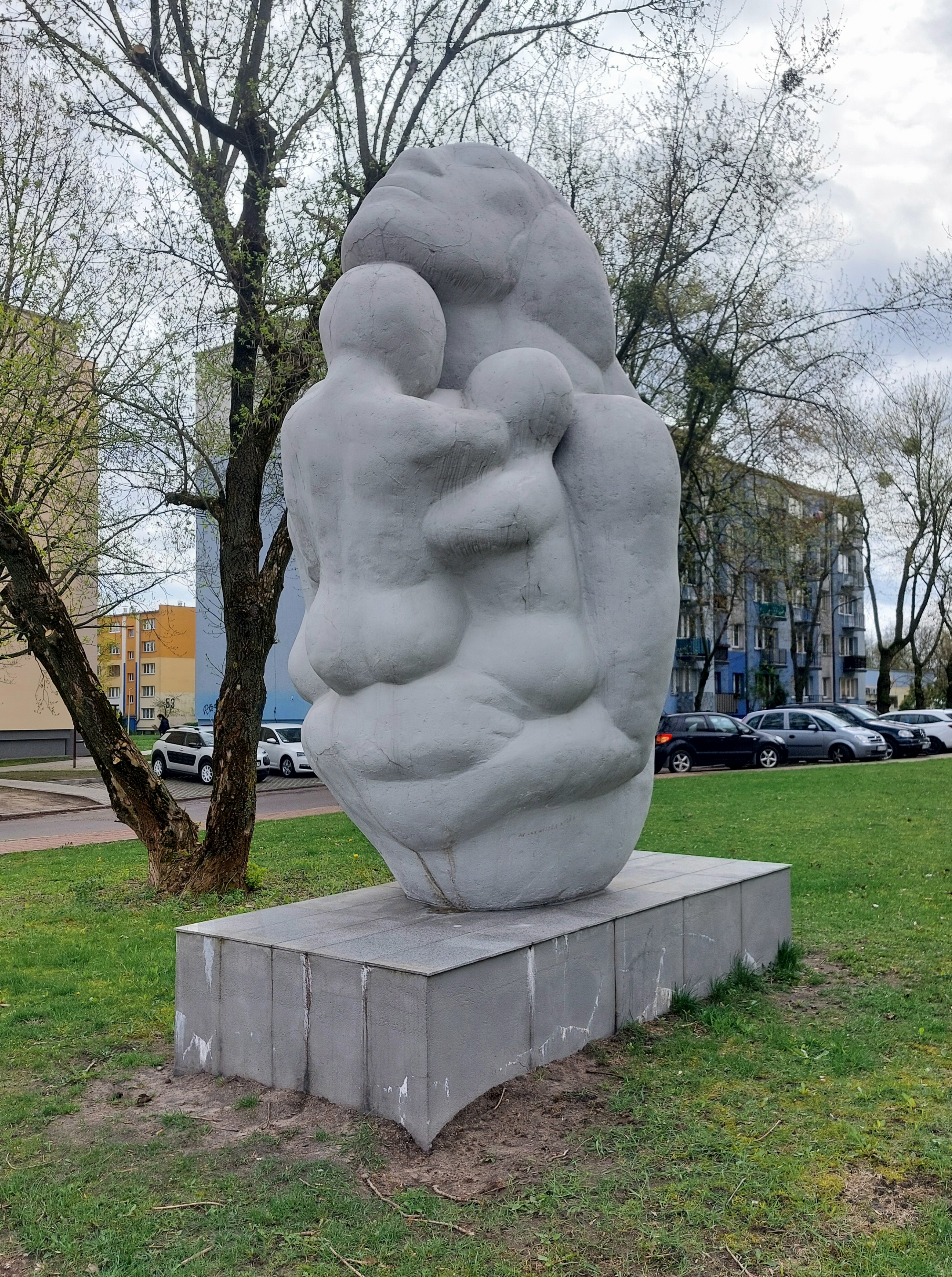
Rzeźba symbolizująca macierzyństwo przy alei Wyszyńskiego (kwiecień 2024)

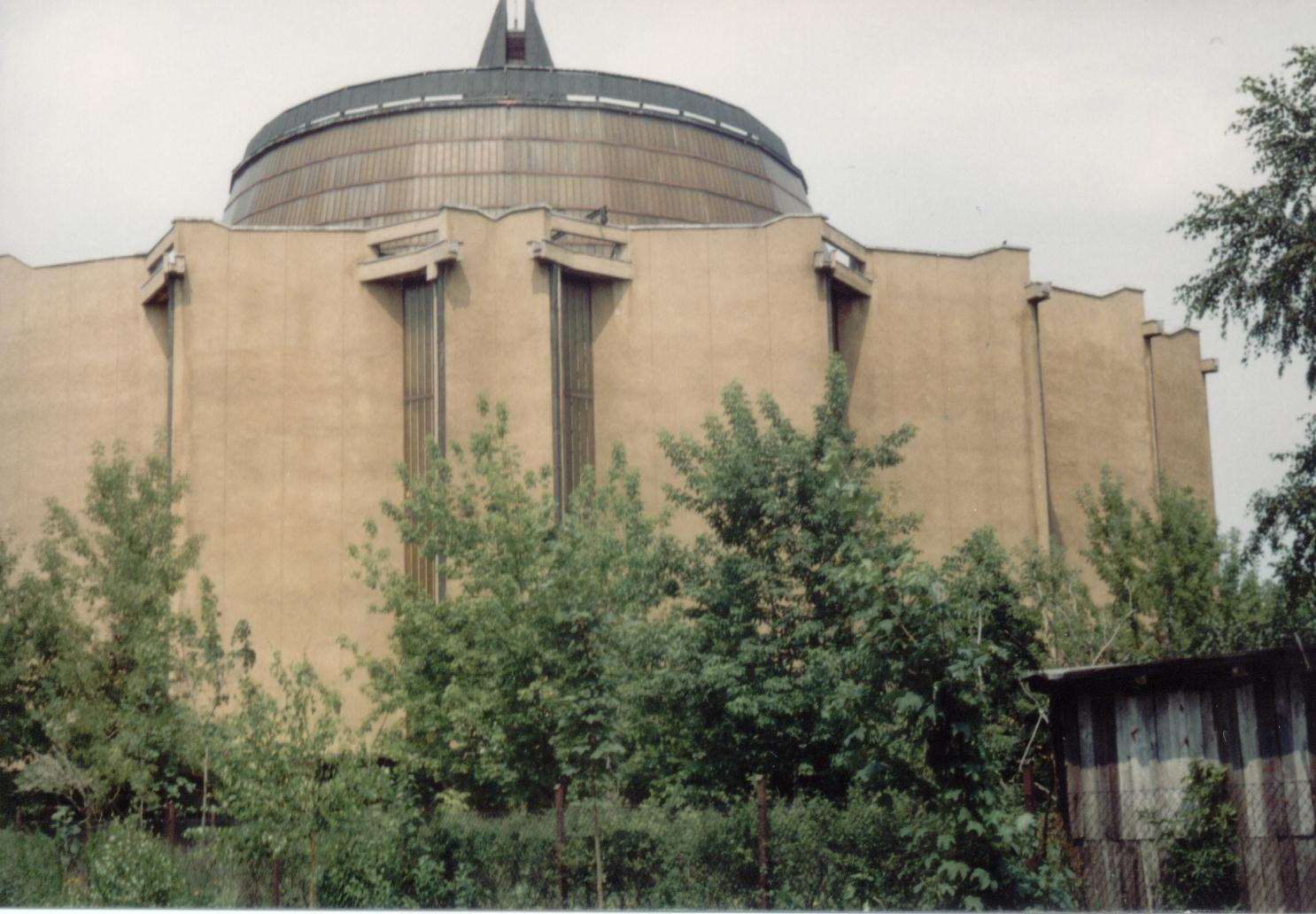
Boczna dzwonnica kościoła NSJ

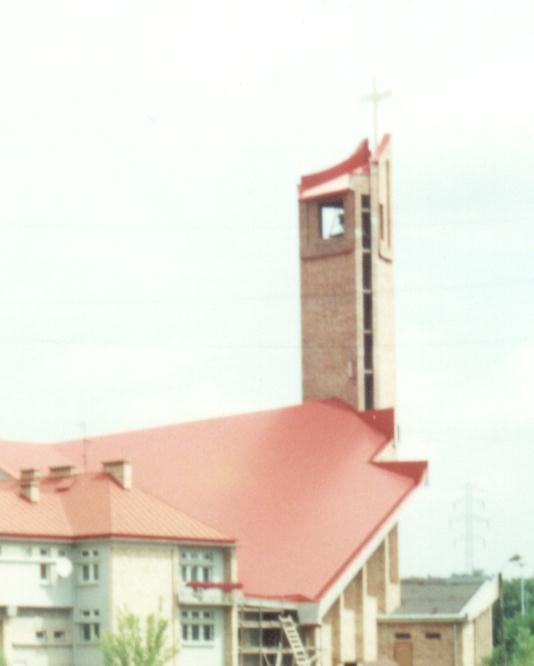
Dzwonnica i część budynku kościoła parafialnego pw. Chrystusa Króla

Karolew-Retkinia Wschód – osiedle będące jednostką pomocniczą gminy w zachodniej części Łodzi, w dzielnicy Polesie, obejmujące wschodnią część osiedla (zespołu mieszkaniowego) Retkinia (podosiedla: Hufcowa, Piaski, Sympatyczna i Zagrodniki) oraz osiedle Karolew.
Organem uchwałodawczym osiedla jest Rada osiedla licząca 21 osób.
Organem wykonawczym jest Zarząd Osiedla, wybierany przez Radę osiedla.
Osiedle Karolew-Retkinia Wschód jest gęsto zaludnione; obejmuje ono stosunkowo niewielki obszar (2,8 km²), na którym zamieszkuje 34 594 osoby.

Liczba stałych mieszkańców osiedla w ostatnich latach maleje:
- 2007 – 42 496 osób.
- 2008 – 41 994 osoby.
- 2013 – 39 235 osób[2]
- 2021/2022 - 34 594 osoby

## Obszar i zabudowa
Niemal cały obszar osiedla zajmują tereny zajęte przez budownictwo mieszkaniowe. Na osiedlu występują głównie cztero-, dziesięcio- i jedenastopiętrowe budynki zbudowane w latach 60. (Karolew) oraz 70. (Retkinia); poza tym w zachodniej części osiedla znajduje się kilkanaście nowych budynków wielorodzinnych, o podwyższonym standardzie, z cegieł i pustaków, zbudowanych w końcu XX w. Na osiedlu znajduje się także niewielka liczba domów jedno- i wielorodzinnych pochodzących głównie z lat 50. i 60.
Wśród budynków mieszkalnych znajduje się duża liczba terenów zielonych, zwłaszcza zadrzewień międzyblokowych.

## Historia
Karolew i Retkinia były starymi podłódzkimi wsiami. Od okresu przedwojennego na przyległym do Łodzi Karolewie rozwijała się zabudowa jednorodzinna typu podmiejskiego, a potem też zabudowa typu miejskiego (tzw. kamienice). Na początku lat 60. zbudowano tam dość duże osiedle mieszkaniowe z wielkiej płyty. Natomiast Retkinia, mimo iż włączono ją w obręb miasta w roku 1946, aż do początku lat 70. była obszarem typowo wiejskim. W związku z rozwojem Łodzi, w latach 60. władze miasta wytypowały tereny Retkini jako miejsce budowy nowoczesnego osiedla mieszkaniowego, kilka lat później wysiedlono dawnych mieszkańców, wyburzono zabudowania i w ich miejsce postawiono bloki, które utworzyły największe osiedle w Łodzi (jednak tylko jego część weszła w skład osiedla administracyjnego Karolew-Retkinia Wschód).

## Infrastruktura
Na osiedlu istnieją m.in. żłobki, przedszkola, szkoły podstawowe, gimnazja, licea ogólnokształcące, liceum profilowane, szpital im. Madurowicza, a także dwa kościoły (pw. Chrystusa Króla i pw. Najświętszego Serca Jezusowego), poza tym markety (Netto, Lidl, Carrefour, Aldi, Polo Market, Biedronka) i centra handlowe (C.H. Retkinia, Piaski i Karolinka), liczne inne większe i mniejsze sklepy oraz punkty usługowe, apteki, poczty, stacja benzynowa itd.
Przez osiedle przebiegają trasy licznych linii autobusowych (nr 55, 69A/B, 76, 80A/B, 86, 99, nocne: N2 i N7A/B) oraz tramwajowych (10A/B, 12, 14 i 18).
W bezpośredniej bliskości osiedla znajduje się dworzec kolejowy Łódź Kaliska oraz przystanek kolejowy Łódź Retkinia.